# Église Sainte-Nonne de Dirinon
Pour les articles homonymes, voir sainte Nonne, saint Divy et sainte Trinité.
L'église Sainte-Nonne de Dirinon est un édifice catholique qui se dresse sur la commune française de Dirinon dans le département du Finistère, en région Bretagne. Elle est située au sein d'un enclos paroissial.
L'église fait l'objet d'un classement au titre des monuments historiques.

## Historique
L'église, qui date pour l'essentiel du 4e quart du XVIe siècle est placée sous la protection de sainte Nonne, mère de saint Dewi dit aussi saint Divy, saint patron du pays de Galles.

## Description
Dans un ensemble architectural et statuaire remarquable notons :
- le clocher à galeries daté de 1588 ;
- le porche abritant les statues des Apôtres et une sainte Trinité ;
- le banc seigneurial du manoir de Lesguern[2] ;
- les anciennes bannières du XVIIe siècle ;
- les vitraux du chœur illustrant la vie de sainte Nonne ;
- les peintures sur lambris ;
- l’orfèvrerie religieuse exposée dans une vitrine ;
- le gisant de sainte Nonne, réalisé par l'atelier ducal du Folgoët[3].

Sur l’une des quatre cloches, on peut lire l’inscription suivante :

« Escuyer du LOUET, Seigneur de Lisquivit, parin (parrain) et Dame Mauricette du LOUET, Dame de Coat-Iunual, marine (marraine).

M. Hierôme  GAYEMENT. Curé.

O. CANN et Anto. (Antoine)  CALVEZ.

Fab. 1633. (1655 d’après Couffon et Falc’hun).

JAC. LE LOUARN m’a faicte." »

Dans le bas, près du nom du fondeur, figure sa marque qui est celle d’un renard traversant un champ en fleurs. (le mot louarn en langue bretonne voulant dire renard !)

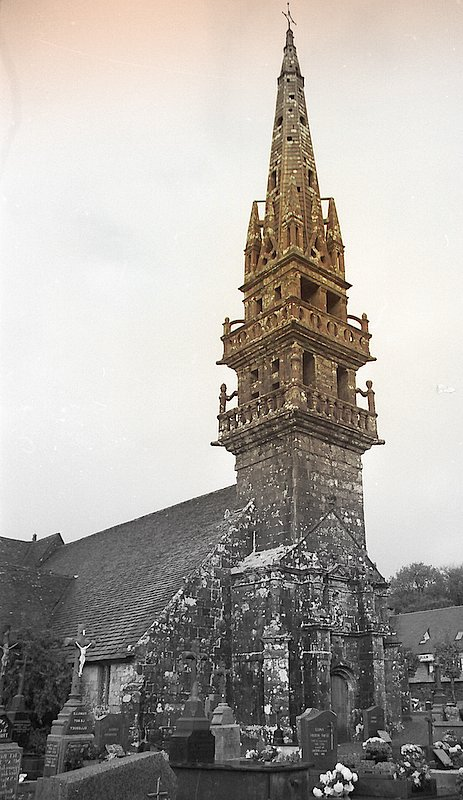
Façade occidentale de l'église.
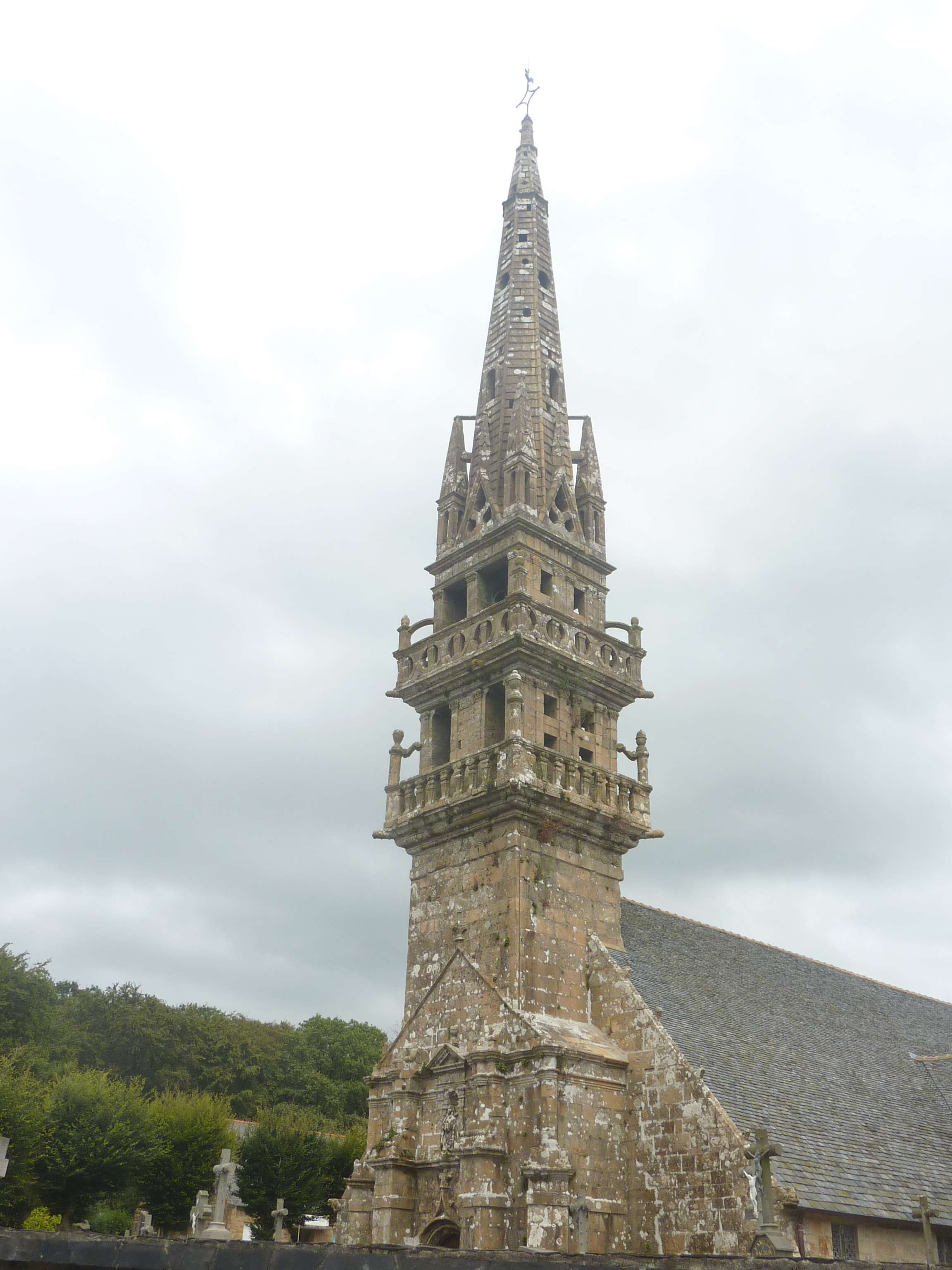
Le clocher.
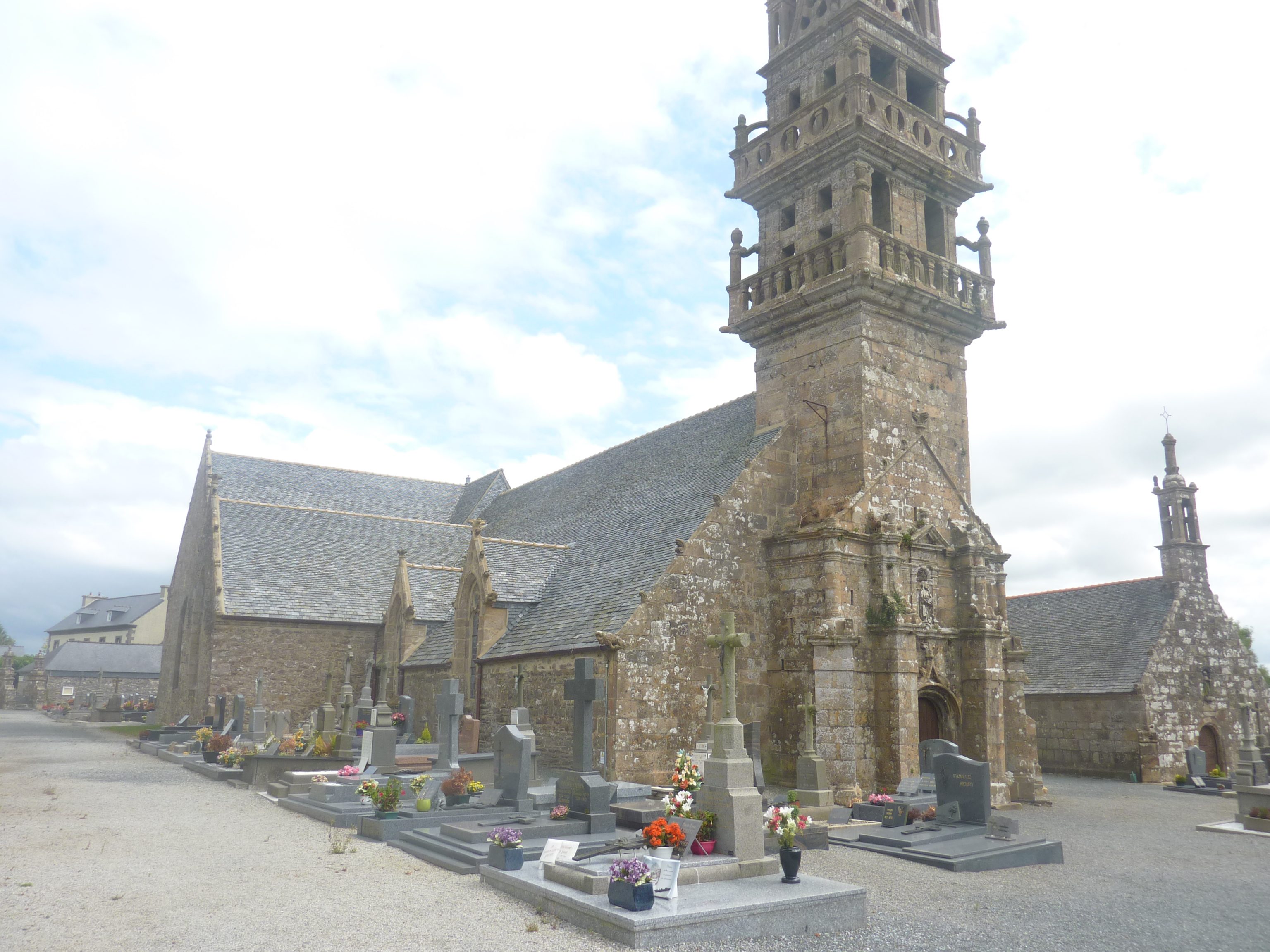
Côté nord et, en arrière-plan, la chapelle Sainte-Nonne.
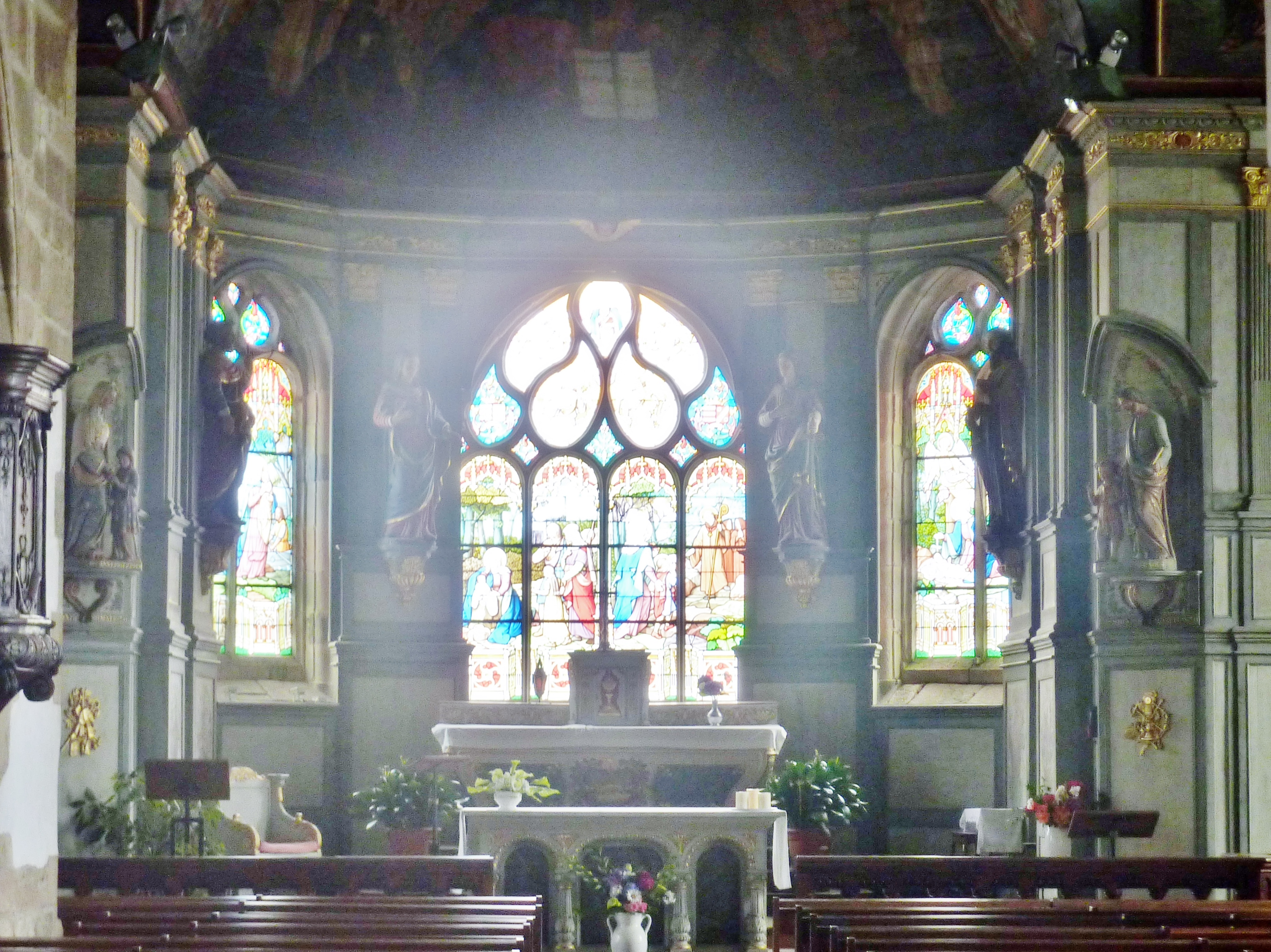
Le chœur.
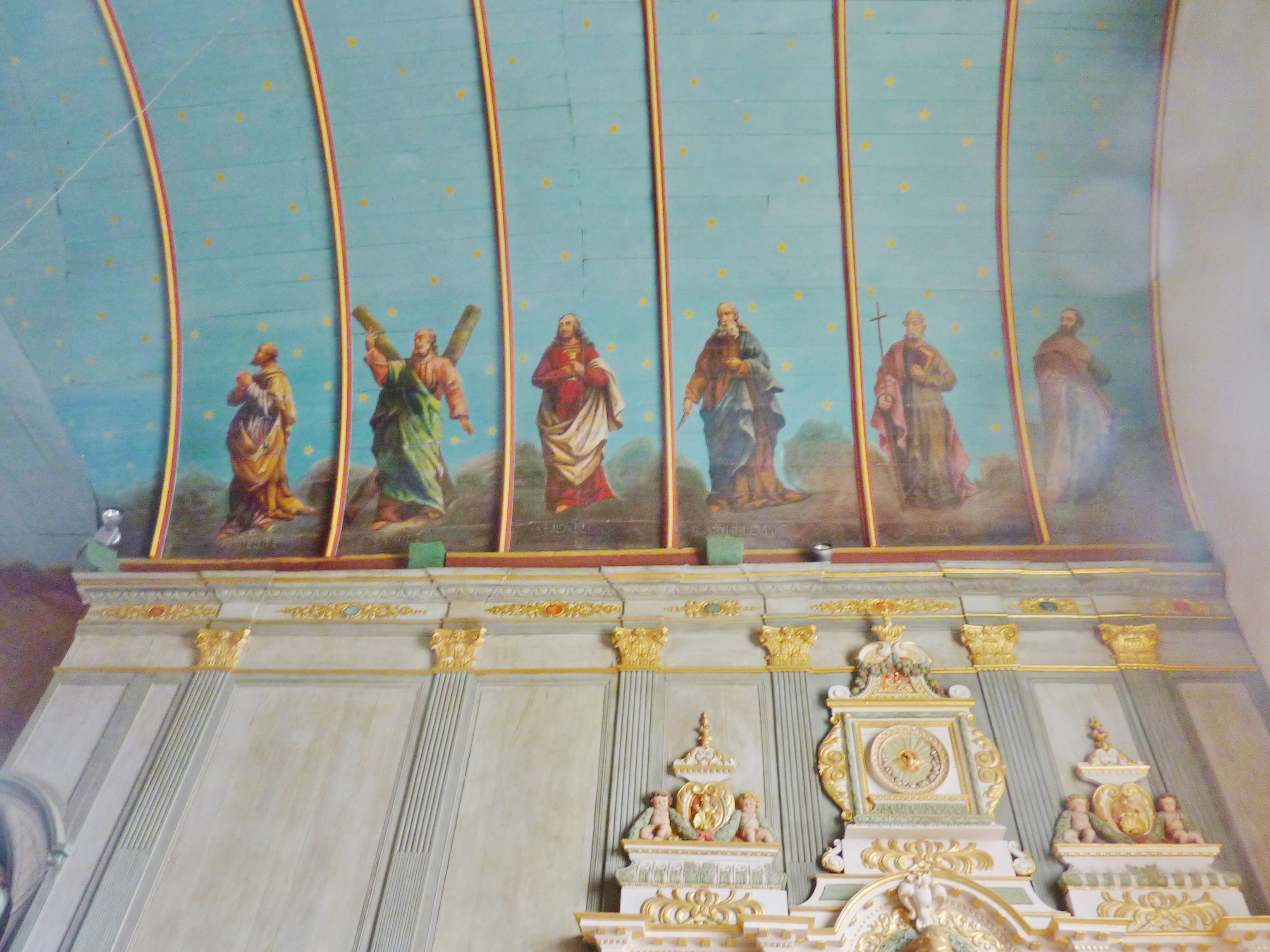
Voûte, peintures de saints par Jean Louis Nicolas (entre 1856 et 1858).
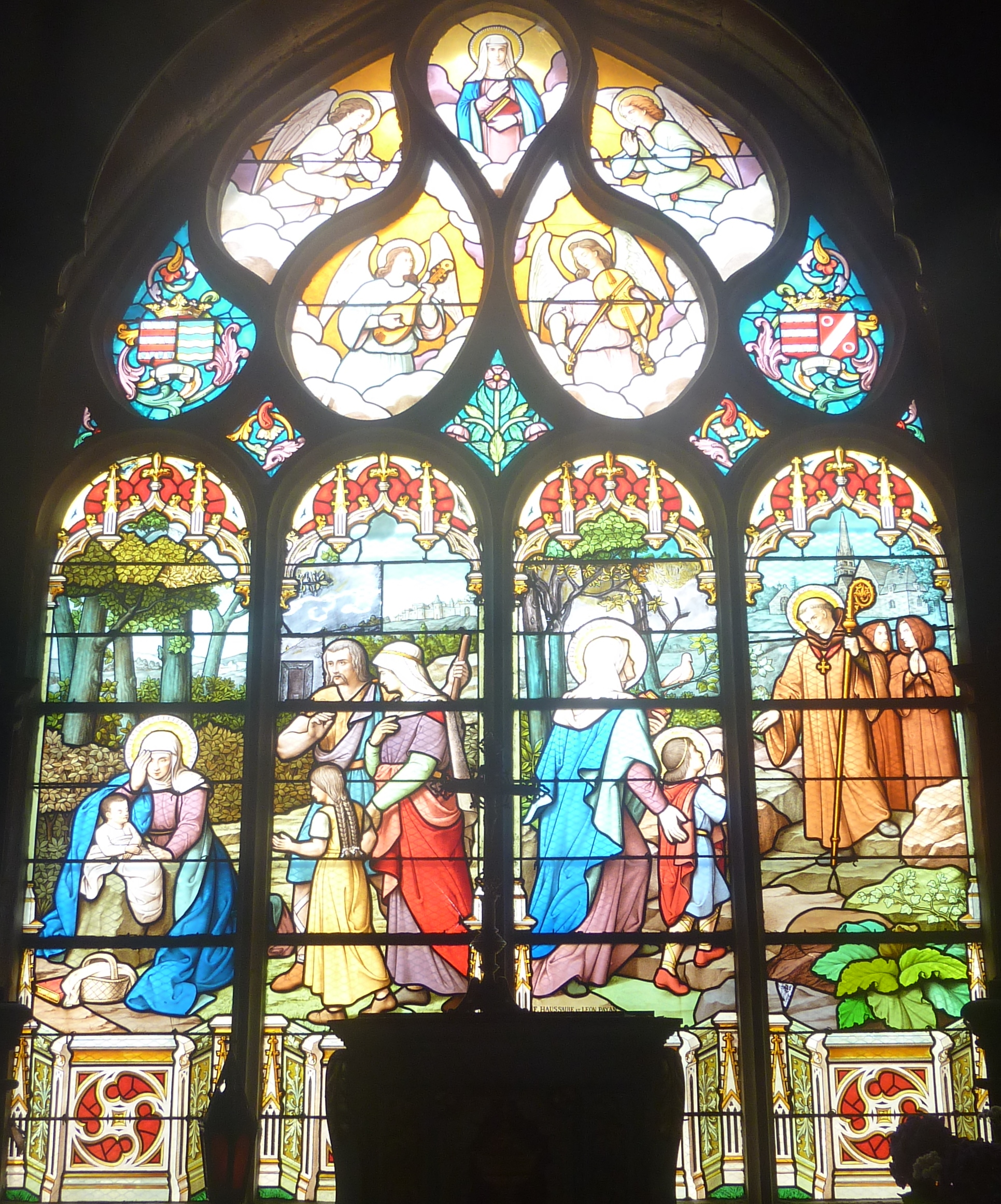
Vitrail (datant de 1903) représentant deux épisodes de la vie de sainte Nonne et de son fils Saint Divy.
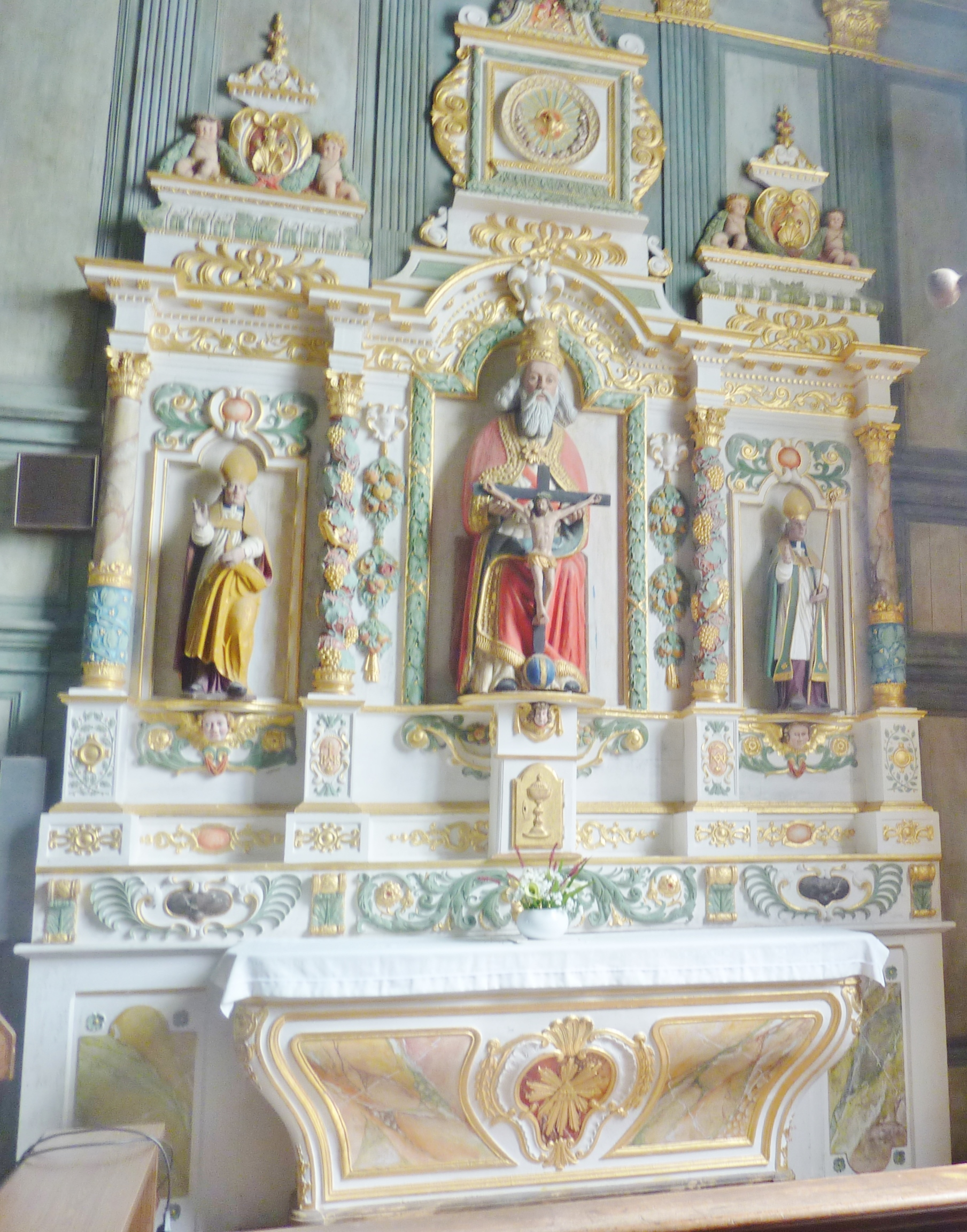
Le retable de la Trinité (XVIIe siècle).
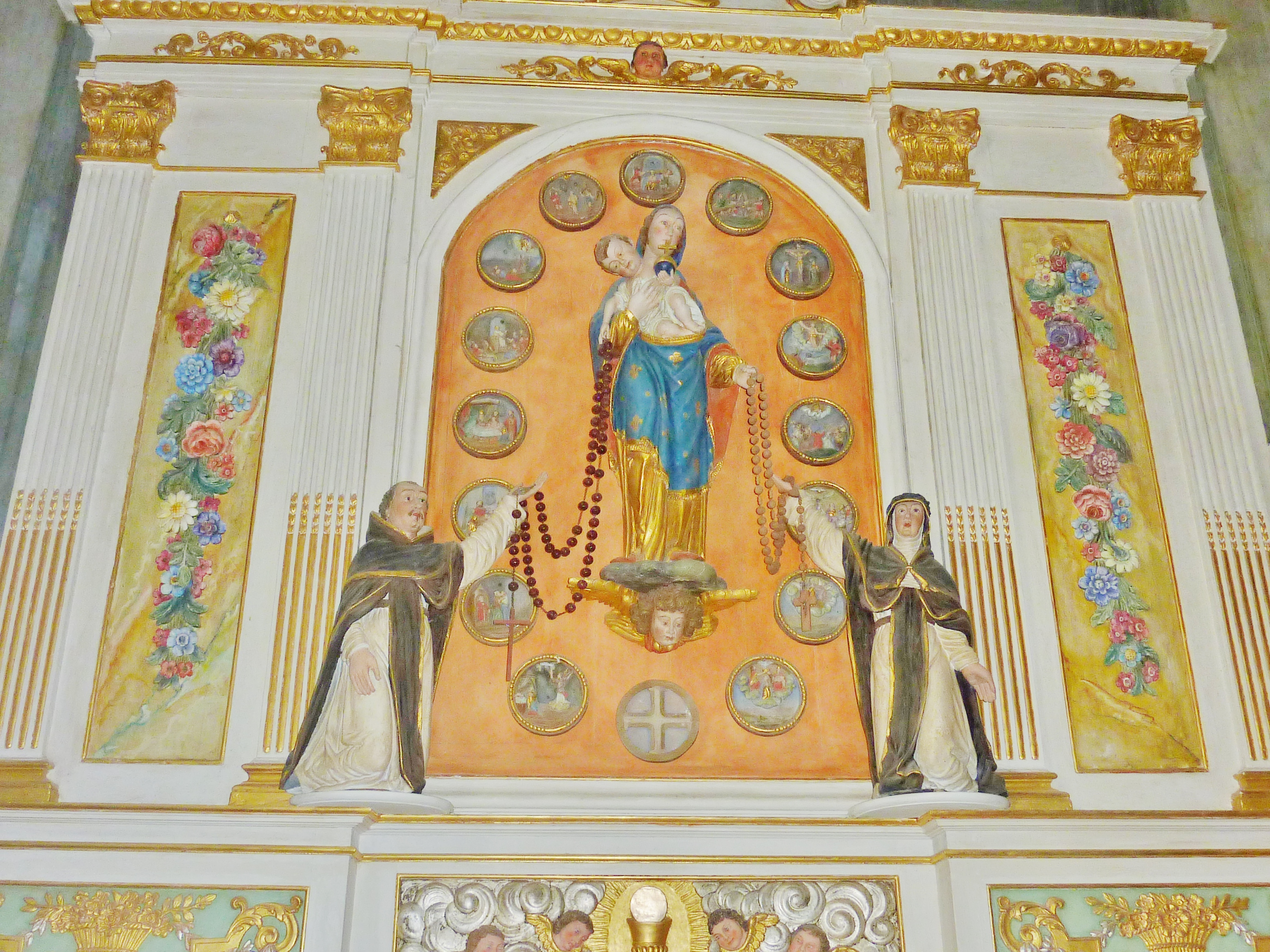
Le retable du Rosaire (1724).
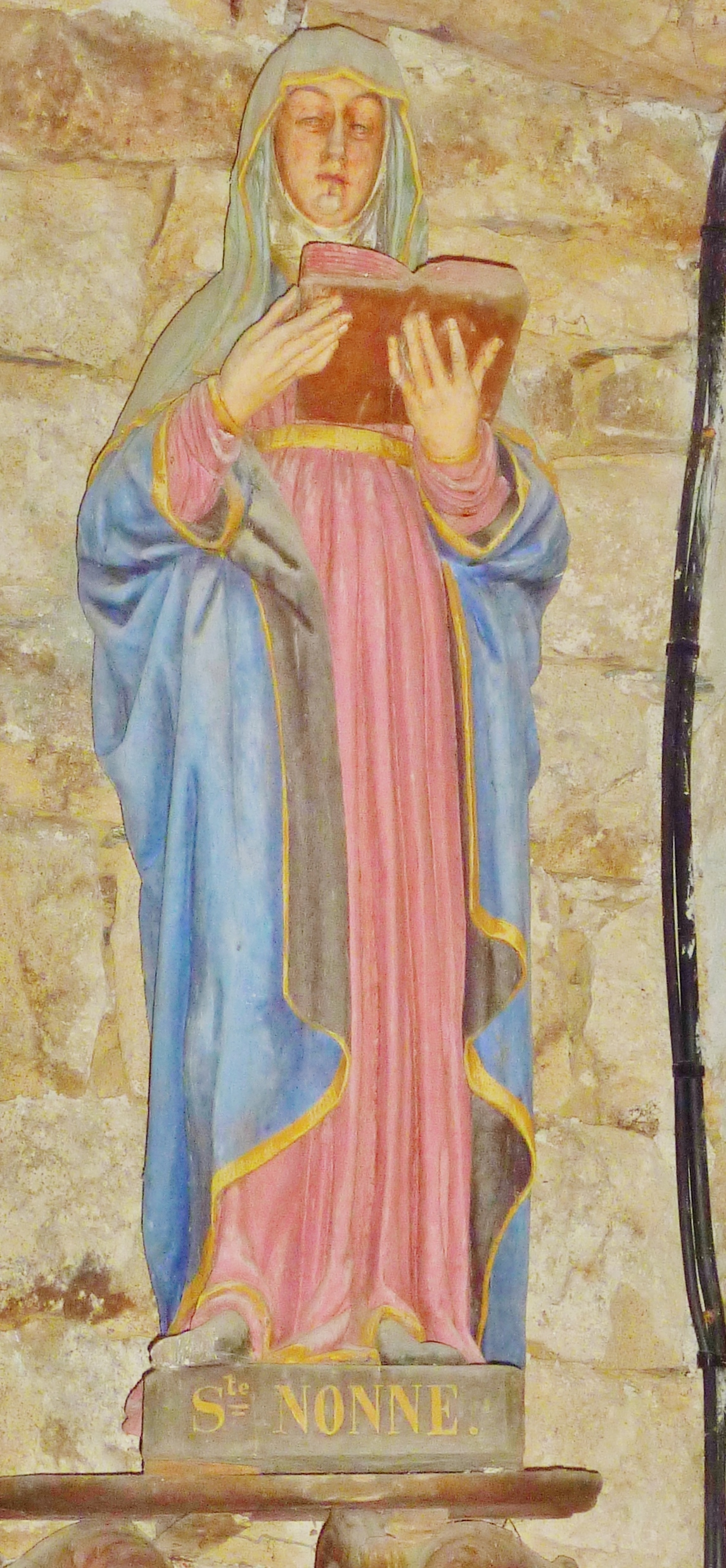
Statue de sainte Nonne.
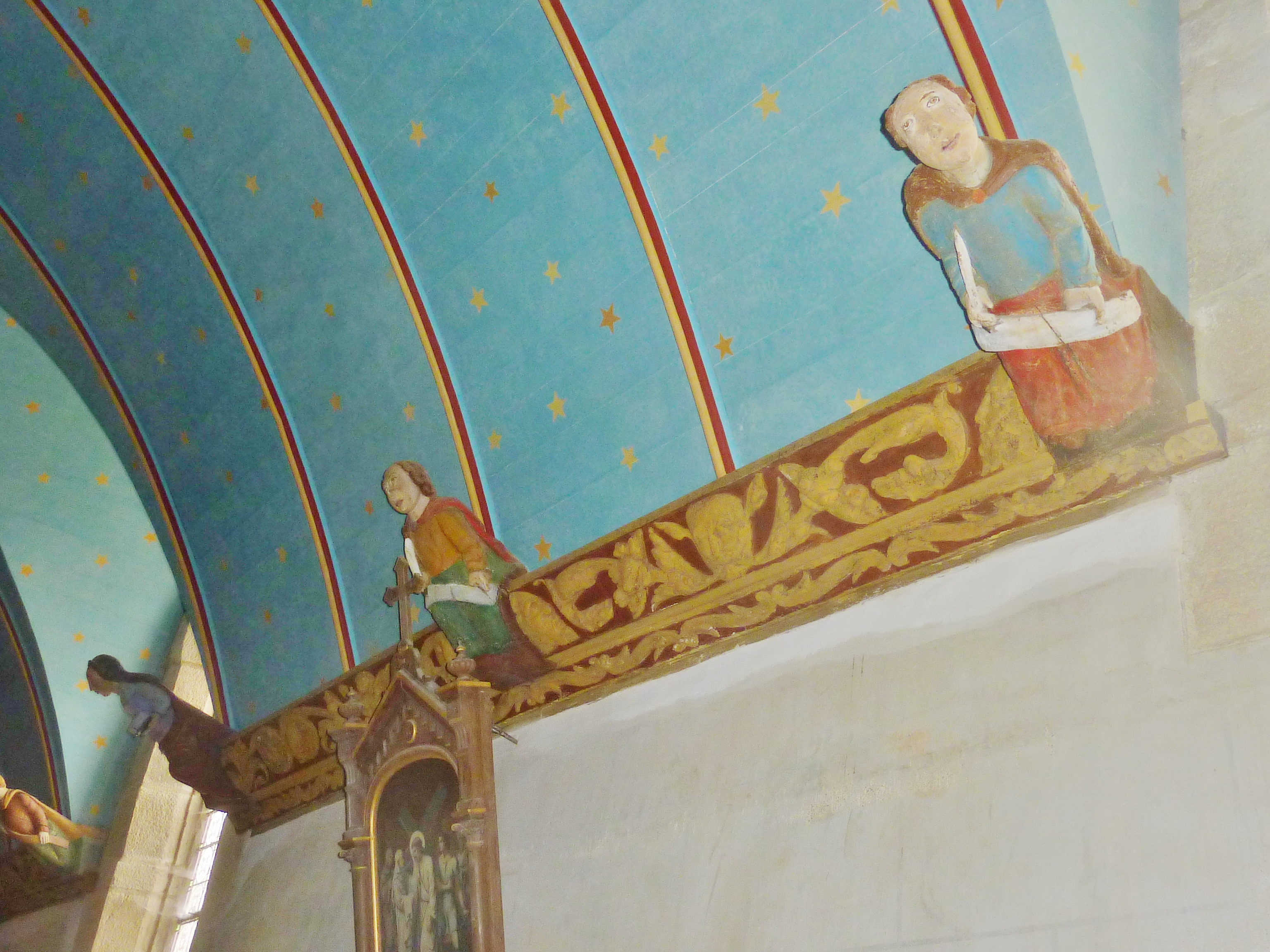
Sablière et sculpture.
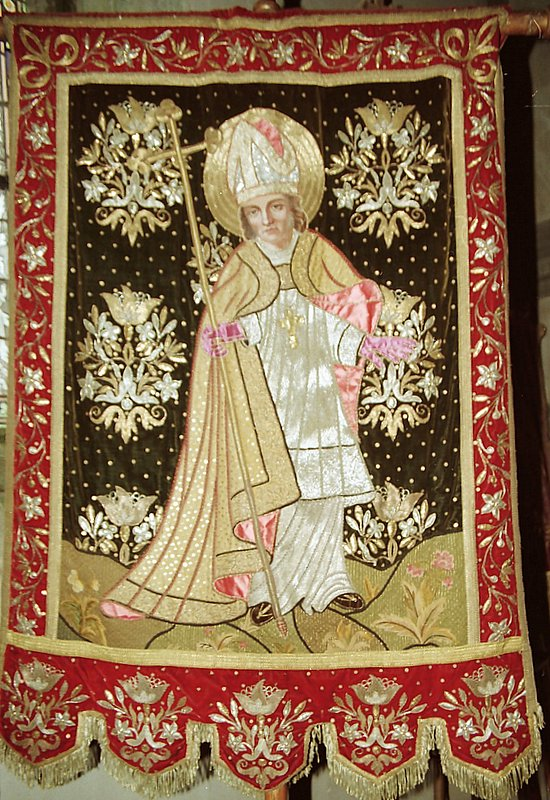
Bannière ornée d'un évêque.
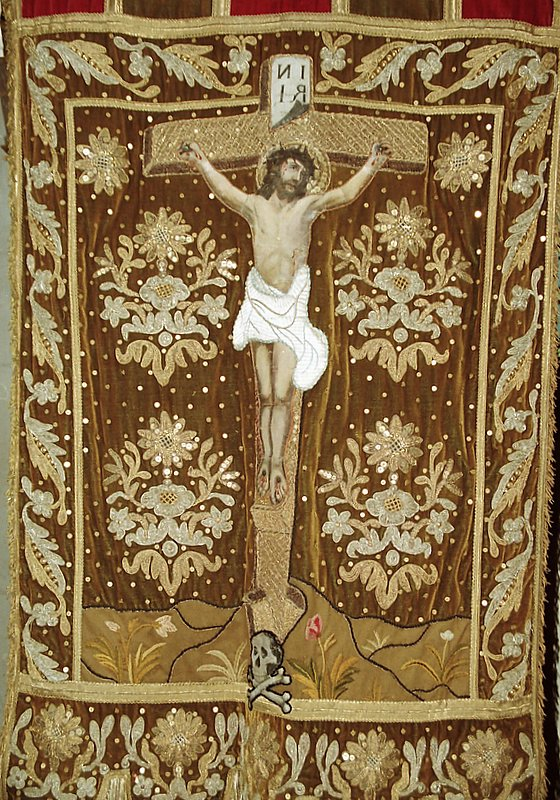
Bannière représentant le Christ en Croix.
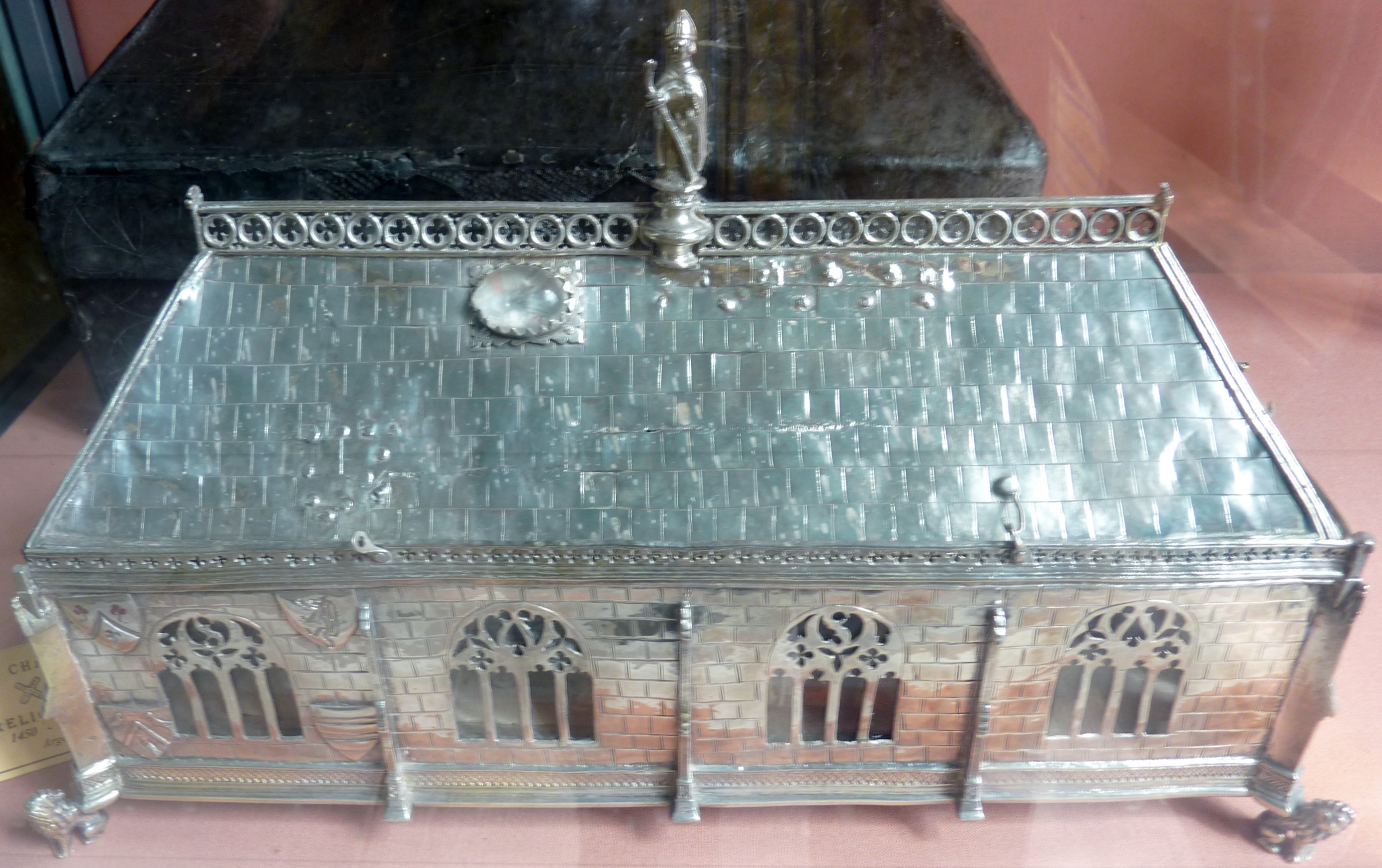
Le reliquaire en argent de sainte Nonne.
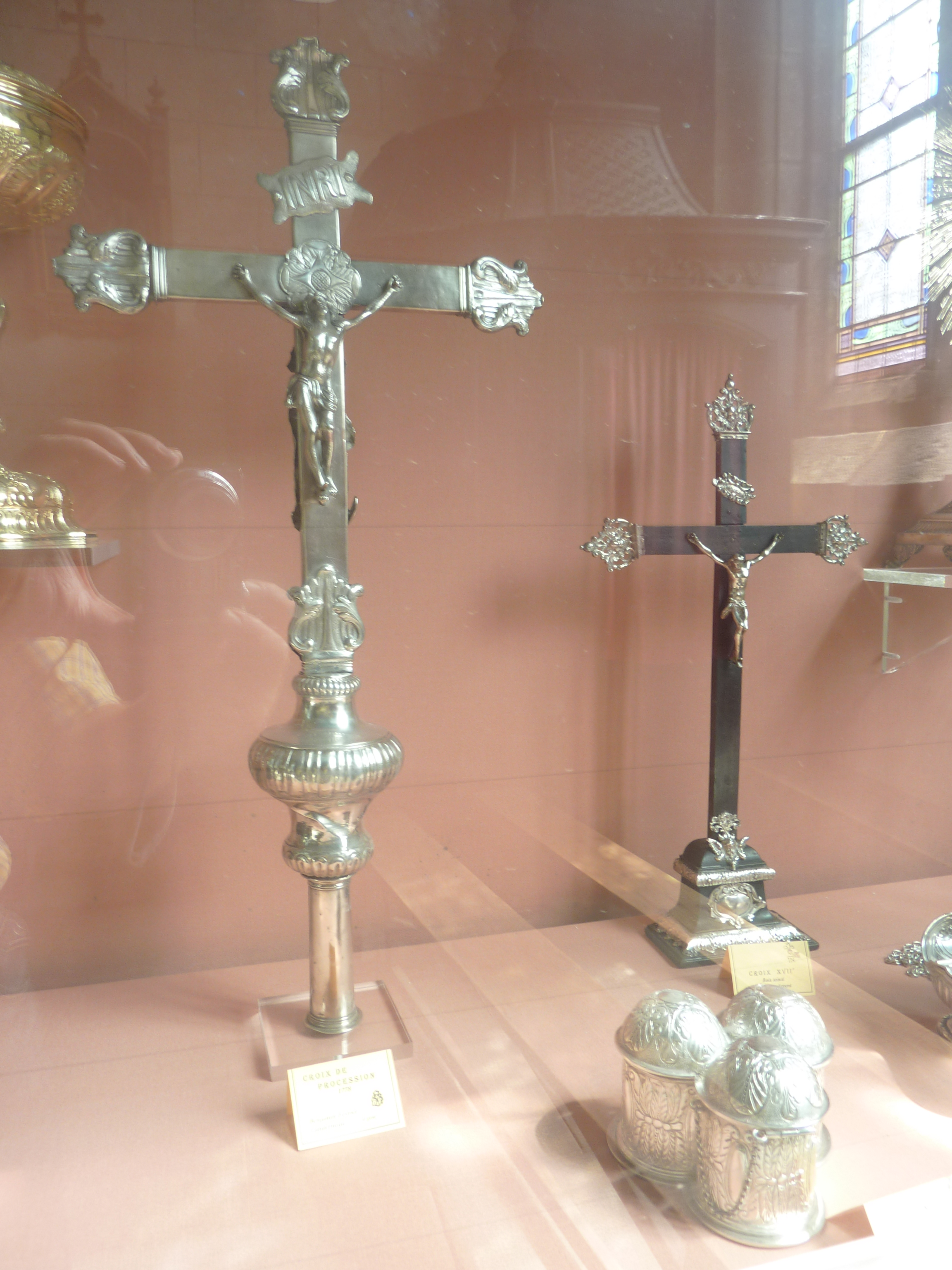
Trésor, deux croix en argent.
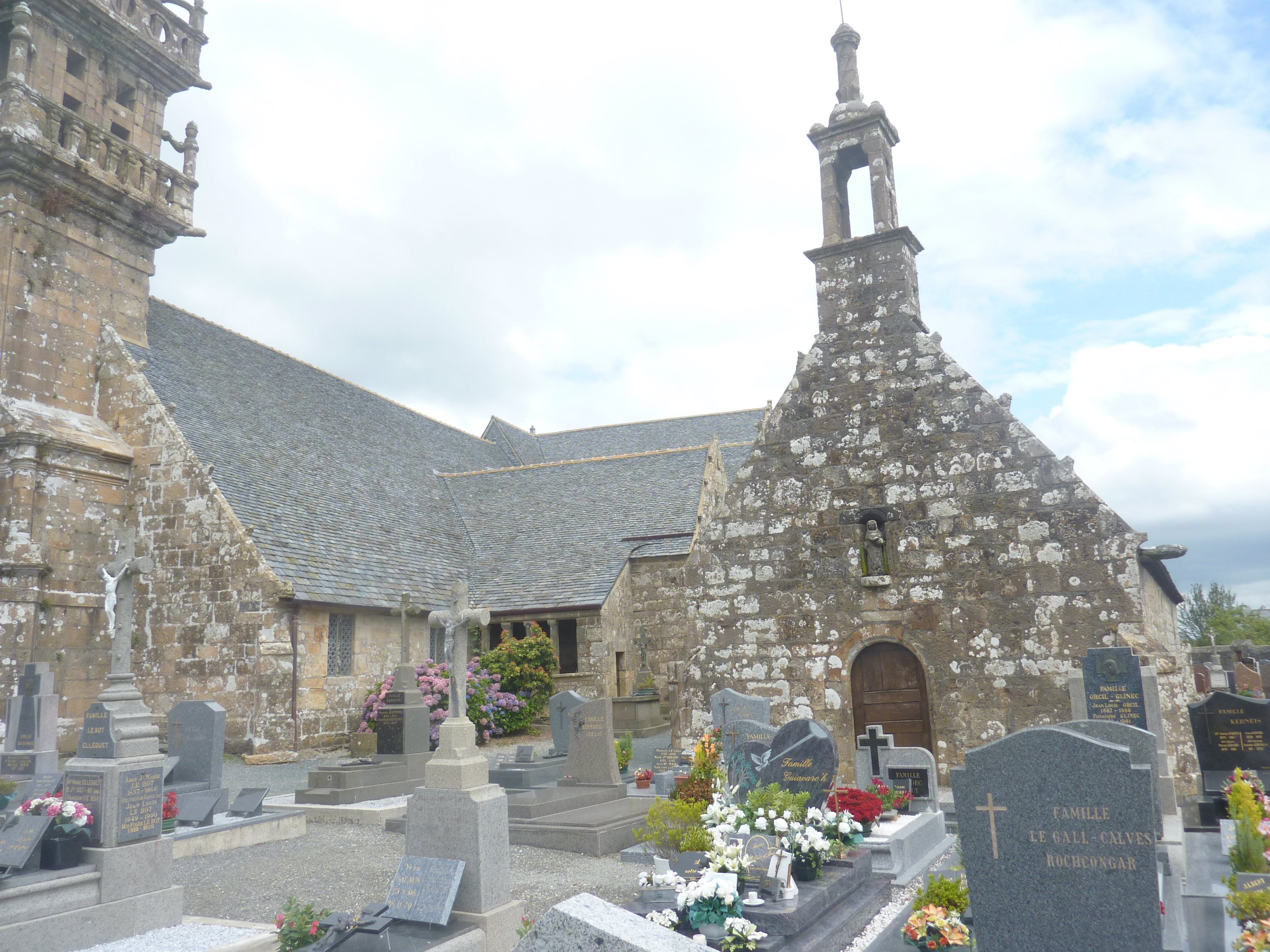
La chapelle Sainte-Nonne et, à gauche, l'église Sainte-Nonne.
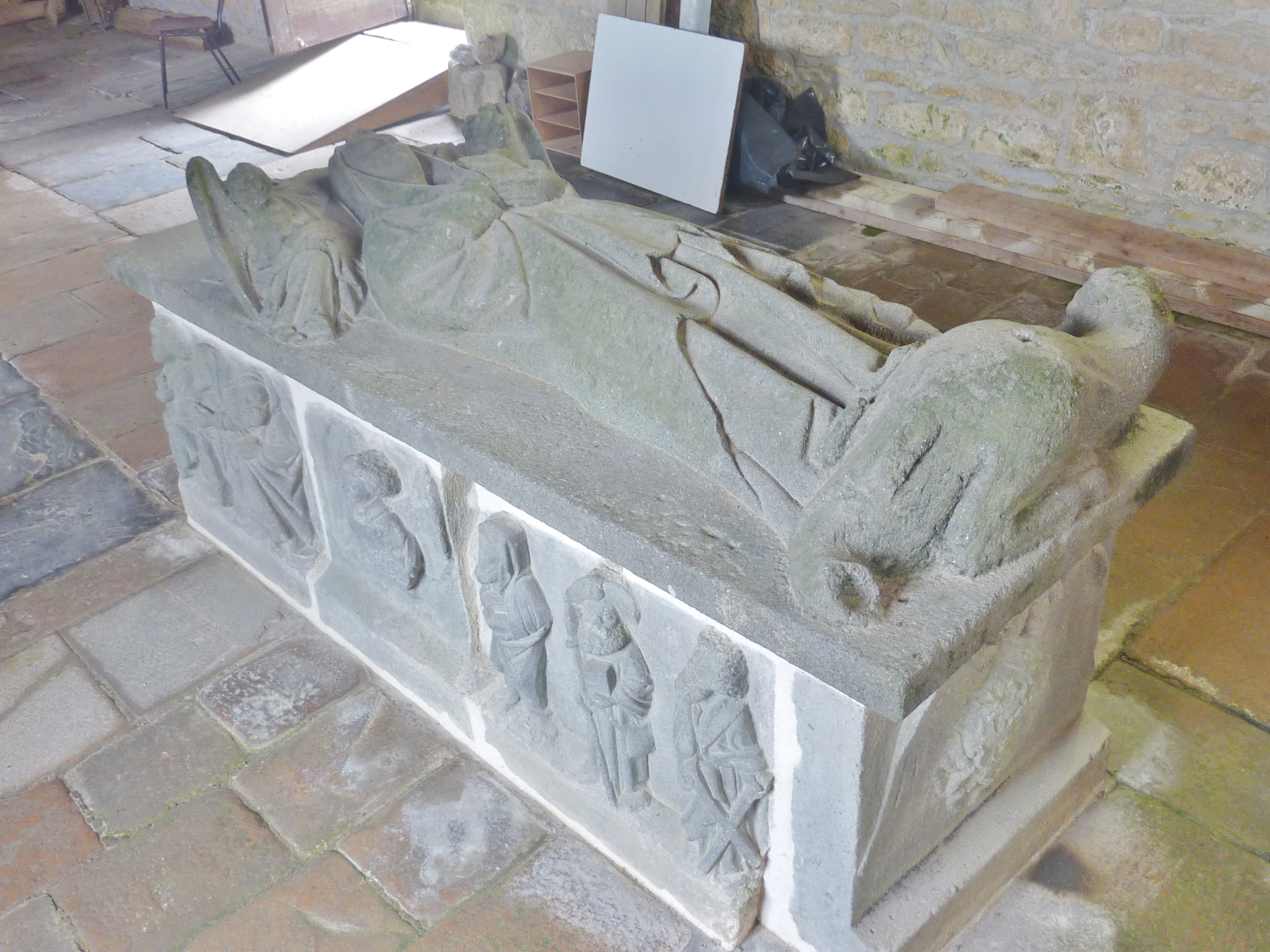
Le gisant de sainte Nonne (vers 1450), dans la chapelle Sainte-Nonne.